# Aprionus asemus
Aprionus asemus är en tvåvingeart som beskrevs av Pritchard 1947. Aprionus asemus ingår i släktet Aprionus och familjen gallmyggor.
Artens utbredningsområde är Minnesota. Arten är reproducerande i Sverige. Inga underarter finns listade i Catalogue of Life.